# سی/۲۰۱۴ کیو۲ (لاوجوی)
سی/۲۰۱۴ کیو۲ (لاوجوی) (نام علمی: C/2014 Q2 (Lovejoy)) یک دنباله‌دار است که در ۱۴ اوت ۲۰۱۴ توسط تری لاوجوی بوسیله تلسکوپ اشمیت-کاسگرین در صورت فلکی کشتی‌دم کشف شده است. این پنجمین دنباله‌داری است که تری لاوجوی، منجم آماتور استرالیایی کشف کرده است.
این دنباله دار که با رنگ تقریباً سبز می‌درخشد یک تکه بزرگ یخ و غبار است که دور خورشید می‌گردد، ولی دوره تناوب بسیار طولانی در گردش به دور خورشید دارد. هر ۱۱ هزار و ۵۰۰ سال یک بار این دنباله دار یک دور به گرد خورشید می‌گردد. البته اختلال مختصری که به واسطه جاذبه سیاره‌ها در مدار این دنباله دار ایجاد می‌شود، موجب شده تا مدت گردش بعدی این دنباله دار به دور خورشید حدود ۸۰۰۰ سال طول بکشد.